# Alf Martinsen
Pour les articles homonymes, voir Martinsen.
Alf Martinsen, surnommé Kaka (né le 29 décembre 1911 à Lillestrøm en Norvège et mort le 23 août 1988 dans la même ville), était un joueur et entraîneur de football norvégien, qui jouait en attaque.

## Biographie
Aux Jeux olympiques d'été de 1936, il est l'un des membres de l'équipe norvégienne, qui remporte la médaille de bronze au football. Il prend également part à la coupe du monde 1938, mais ne joue pas lors de ce mondial.
Au niveau de club, il passe sa carrière dans le club de Lillestrøm des Fram, avant de rejoindre le Lillestrøm SK.
Il entraîne ensuite le Lillestrøm SK entre 1947 et 1950 et ensuite de 1952 à 1953.